# Лего Скуби-Ду: Призраци в Холивуд
„Лего Скуби-Ду: Призраци в Холивуд“ (на английски: Lego Scooby-Doo! Haunted Hollywood) е директно издаден към DVD компютърна анимация от 2016 година и е двадесет и шестия филм от директните издадени към видео филмова поредица „Скуби-Ду“, и е първият филм, базиран на марката „Скуби-Ду“ от Лего. Първият трейлър е пуснат на 23 февруари. Филмът е пуснат на DVD и Blu-ray и дигитално на 10 май. Това е първата нетелевизионна продукция на „Скуби-Ду“ да включва Кейт Микучи като гласа на Велма Динкли, която замества Минди Кон.

## Озвучаващ състав
- Франк Уелкър – Скуби-Ду и Фред Джоунс
- Матю Лилард – Шаги Роджърс
- Кейт Микучи – Велма Динкли
- Грей Грифин – Дафни Блейк

## В България
В България филмът е излъчен на 14 януари 2021 г. по bTV Comedy с български войсоувър дублаж на Саунд Сити Студио. Екипът се състои от:
| Озвучаващи артисти  | Татяна Захова Милица Гладнишка Петър Върбанов Петър Бонев Мартин Герасков |
| Преводач            | Силвия Вълкова                                                            |
| Тонрежисьор         | Светослав Димитров                                                        |
| Режисьор на дублажа | Тодор Георгиев                                                            |